# Najin-guyŏk
Najin-guyŏk är en kommun i Nordkorea.   Den ligger i provinsen Rason, i den nordöstra delen av landet, 500 km nordost om huvudstaden Pyongyang.